# Pont de Bercy
El pont de Bercy és un pont que travessa el Sena a París, a França.
Enllaça els  12è i  13è districtes, en el prolongament del boulevard de Bercy i del boulevard Vincent-Auriol i suporta, a més de diverses vies de circulació, un viaducte ferroviari utilitzat per la línia 6 del metro.

## Història
El pont de Bercy va ser construït a l'emplaçament d'un altre pont. Aquest darrer, un pont penjant inaugurat el 1832, era d'un tonatge que es va mostrar insuficient. Entre 1863 i 1864, va ser doncs reemplaçat per una obra en maçoneria més sòlida. L'antic pont disposava d'un peatge del qual els preus eren de: un sou per vianants, 3 per a vehicles (incloent-hi les persones transportades) i 5 per a cotxes de quatre rodes enganxats de 2 cavalls.
El 1904, el pont va ser ampliat a 5,50m per tal de poder superposar-li el viaducte de la línia 6 del metro.
El 1986, es va prendre la decisió d'ampliar el pont per tal de crear-hi tres vies suplementàries. Tot i que idèntic a l'original, el nou pont en arc és construït en betó armat i recobert de pedra. Els treballs van començar el 1989 i el pont va ser lliurat el 1992, després d'haver guanyat 16m d'ample fent una amplada total de 35m.